# Diomira Jacobini
Diomira Jacobini (Roma, 21 maggio 1899 – Roma, 13 settembre 1959) è stata un'attrice italiana.

## Biografia
Sorella minore della più famosa Maria, come quest'ultima intraprese l'attività cinematografica giovanissima. Iniziò alla Cines, e all'età di soli tredici anni debuttò come comparsa nel film La marcia nuziale del 1915. In seguito ottenne il suo primo ruolo da protagonista nel film Il piccolo mozzo, girato in quello stesso anno.
Passò poi alla Celio Film e alla Tiber Film nel 1916. In quest'ultima casa fu interprete di diversi film, in modo particolare fu molto apprezzata la sua recitazione in Demonietto (1917), dove fu protagonista assieme ad Alberto Collo, attore a cui spesso fu affiancata in diverse occasioni.
Conclusa l'esperienza con la Tiber, la Jacobini firmò un contratto con la Fert. Gli anni venti furono meno ricchi di soddisfazioni per l'attrice che riuscì comunque a collezionare qualche successo grazie a La rosa di Fortunio (1922) Jolly, clown da circo (1923) e La casa dei pulcini (1924), dove espresse al meglio il proprio talento. Seguì, sempre nel 1924, Maciste e il nipote d'America in cui recitò accanto a Bartolomeo Pagano.
Girò alcuni film all'estero come Il rigattiere di Amsterdam (1925), accanto a Werner Krauss, e Nozze sotto il terrore (1927), girato in Danimarca e prodotto dalla tedesca Terra-Film.
Ritornata in Italia negli anni trenta, nel periodo sonoro girò soltanto due film, L'ultima avventura (1932) e Cento di questi giorni (1933), prima di ritirarsi a vita privata. 
Morì a Roma il 13 settembre 1959 e venne seppellita insieme a sua sorella Maria presso il Cimitero del Verano.

## Filmografia parziale
- Ananke, regia di Nino Oxilia (1915)
- Il piccolo mozzo, regia di Carmine Gallone (1915)
- Alla Capitale!, regia di Gennaro Righelli (1916)
- Il figlio dell'amore, regia di Emilio Ghione (1916)
- La rosa di Granata, regia di Emilio Ghione (1916)
- Tormento gentile, regia di Emilio Ghione (1916)
- L'ombra che passa, regia di Gennaro Righelli (1917)
- Demonietto, regia di Gennaro Righelli (1917)
- L'aigrette, regia di Baldassarre Negroni (1917)
- La via della luce, regia di Baldassarre Negroni (1917)
- Quando tramonta il sole, regia di Gennaro Righelli (1918)
- Duecento all'ora, regia di Gennaro Righelli (1918)
- Il marchio rosso, regia di Carlo Campogalliani (1918)
- Il veleno del piacere, regia di Gennaro Righelli (1918)
- L'autunno dell'amore, regia di Gennaro Righelli (1918)
- La via più lunga, regia di Mario Caserini (1918)
- Mademoiselle Pas-Chic, regia di Gennaro Righelli (1918)
- Venti giorni all'ombra, regia di Gennaro Righelli (1918)
- Le avventure di Doloretta, regia di Gennaro Righelli (1919)
- I due volti di Nunù, regia di Alfredo De Antoni (1920)
- Le gioie del focolare, regia di Baldassarre Negroni (1920)
- Addio Musetto, regia di Gennaro Righelli (1921)
- L'isola della felicità, regia di Luciano Doria (1921)
- Il segreto della grotta azzurra, regia di Carmine Gallone (1922)
- La rosa di Fortunio, regia di Luciano Doria (1922)
- Jolly, clown da circo, regia di Mario Camerini (1923)
- La casa degli scapoli, regia di Amleto Palermi (1923)
- La storia di Clo-Clo, regia di Luciano Doria (1923)
- Italia, paese di briganti?, regia di Toddi (1923)
- Per salvare il porcellino, regia di Toddi (1923)
- Una tazza di thè, regia di Toddi (1923)
- Tocca prima a Teresa, regia di Toddi (1923)
- Il suocero di se stesso, regia di Toddi (1923)
- La leggenda del Piave, regia di Mario Negri (1924)
- International Gran Prix, regia di Amleto Palermi (1924)
- La casa dei pulcini, regia di Mario Camerini (1924)
- La follia di Noretta, regia di Guglielmo Zorzi (1924)
- Maciste e il nipote d'America, regia di Eleuterio Rodolfi (1924)
- Il rigattiere di Amsterdam (Der Trödler von Amsterdam), regia di Victor Janson (1925)
- La via del peccato, regia di Amleto Palermi (1925)
- Nozze sotto il terrore (Revolutionsbryllup), regia di A. W. Sandberg (1927)
- Don Manuel il bandito (Don Manuel, der Bandit), regia di Romano Mengon (1929)
- L'ultima avventura, regia di Mario Camerini (1932)
- Cento di questi giorni, regia di Augusto e Mario Camerini (1933)